# 波波 (玻利維亞)
18°22′49″S 66°57′57″W / 18.38028°S 66.96583°W
波波（西班牙語：Poopó），是玻利維亞西部奧魯羅省波波县的市鎮，并为该县的县府所在地。海拔高度3,758米，每年平均降雨量約350毫米，市镇面积为697平方公里，2012年人口数量为7,587人。